# Lepidopilum pectinatum
Lepidopilum pectinatum är en bladmossart som beskrevs av Mitten 1869. Lepidopilum pectinatum ingår i släktet Lepidopilum och familjen Daltoniaceae. Inga underarter finns listade i Catalogue of Life.